# Jackline Maranga
Jackline Maranga (ur. 17 grudnia 1977 w Kisii) – kenijska lekkoatletka, specjalizująca się w biegach średniodystansowych.
Mężem Marangi jest Tom Nyariki, kenijski lekkoatleta.

## Osiągnięcia sportowe
W 1992 roku, w wieku 15 lat, podczas mistrzostw świata juniorów w Seulu zdobyła srebrny medal w biegu na 1500 metrów. W 1994 roku podczas zawodów tej samej rangi w Lizbonie w biegu na 800 metrów ponownie zdobyła srebro. Dwa lata później w Sydney podczas mistrzostw świata juniorów zdobyła trzecie w karierze srebro, tym razem na 1,5 kilometra. Podczas Igrzysk Wspólnoty Brytyjskiej w Kuala Lumpur w 1998 roku zdobyła złoty medal w biegu na 1500 metrów, bijąc jednocześnie rekord tej imprezy, który przetrwał do chwili obecnej. W tym samym roku została Mistrzynią Afryki w biegu na 1500 metrów podczas mistrzostw w stolicy Senegalu, Dakarze. W 1999 roku zwyciężyła w międzynarodowym biegu na krótkim dystansie podczas mistrzostw w Belfaście. W tym samym roku podczas Igrzysk Afrykańskich zdobyła brązowy medal w biegu na 1500 metrów. Podczas IWB w Manchesterze w 2002 roku w biegu na 1500 metrów zajęła czwarte miejsce. W Radis w tym samym roku zdobyła drugi w karierze tytuł Mistrzyni Afryki. W 2003 roku podczas Igrzysk Afrykańskich w Abudży zdobyła srebro w biegu na 1,5 km. W tym samym roku w Monte Carlo podczas finału lekkoatletycznej Złotej Ligi zajęła drugie miejsce.